# World Series 2005
Le World Series 2005 sono state la 101ª edizione della serie di finale della Major League Baseball al meglio delle sette partite tra i campioni della American League (AL) 2005, i Chicago White Sox, e quelli della National League (NL), gli Houston Astros. A vincere il loro terzo titolo furono i White Sox per quattro gare a zero.
I White Sox vinsero il loro primo titolo dopo 88 anni e il primo dopo lo Scandalo dei Black Sox del 1919. Malgrado il 4-0 finale, tutte le partite si mantennero equilibrate, venendo decise da 2 punti o meno. Gli Astros erano alla prima apparizione in finale in 44 anni di storia, mentre i White Sox non vi si qualificavano dal 1959, tre anni prima della stagione inaugurale degli Astros.

## Sommario

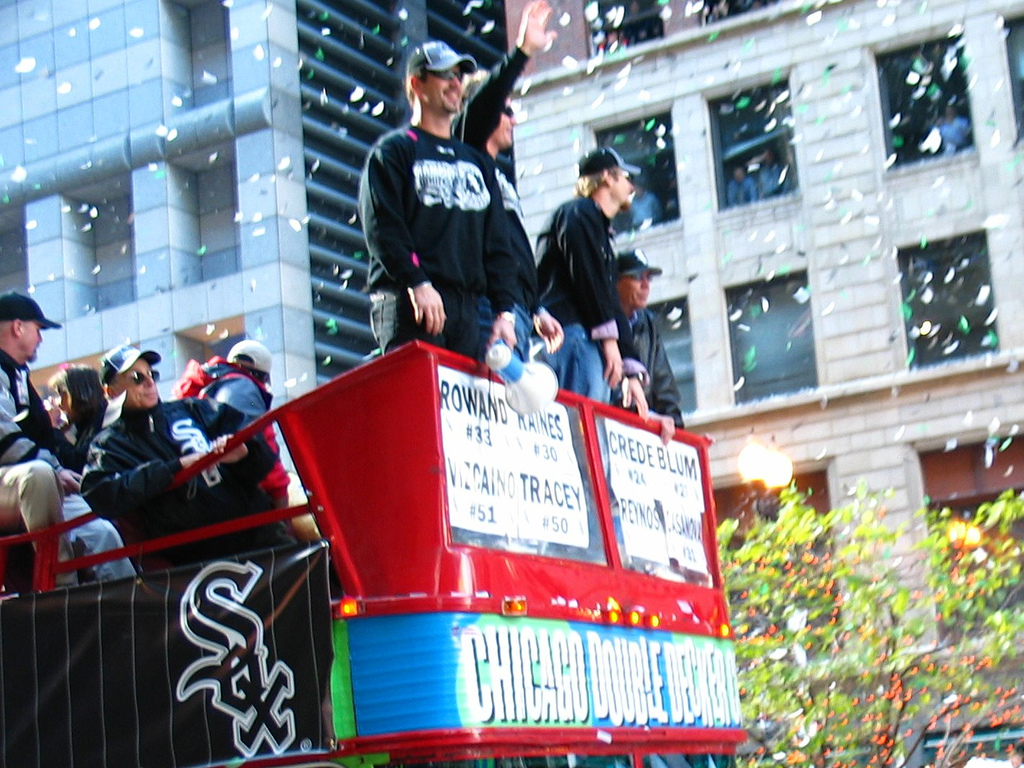
La parata per la vittoria dei White Sox a Chicago

Chicago ha vinto la serie, 4-0.
| Gara | Data       | Risultato                                             | Stadio              | Tempo | Pubblico |
| ---- | ---------- | ----------------------------------------------------- | ------------------- | ----- | -------- |
| 1    | 22 ottobre | Houston Astros – 3, Chicago White Sox – 5             | U.S. Cellular Field | 3:13  | 41.206   |
| 2    | 23 ottobre | Houston Astros – 6, Chicago White Sox – 7             | U.S. Cellular Field | 3:11  | 41.432   |
| 3    | 25 ottobre | Chicago White Sox – 7, Houston Astros – 5 (14 inning) | Minute Maid Park    | 5:41  | 42.848   |
| 4    | 26 ottobre | Chicago White Sox – 1, Houston Astros – 0             | Minute Maid Park    | 3:20  | 42.936   |

## Hall of Famer coinvolti
- White Sox: Tim Raines (allenatore prima base), Frank Thomas (non sceso in campo)
- Astros: Jeff Bagwell, Craig Biggio